# Геворкян, Павел Самвелович
Павел Самвелович Геворкян (род. 8 апреля 1963, село Азых, Гадрутский район) — российский математик, доктор физико-математических наук (2002), профессор (2010), заведующий кафедрой математического анализа имени академика П.С. Новикова Московского педагогического государственного университета, лауреат премии Правительства Российской Федерации, Почётный работник высшего профессионального образования Российской Федерации.

## Биография
- 1980 — поступил на механико-математический факультет Ереванского государственного университета.
- 1984 — победитель студенческой олимпиады по математике в Армении, член сборной команды Армении во всесоюзной студенческой олимпиаде по математике (г. Вильнюс).
- 1984 — переведен на механико-математический факультет МГУ, где в 1985 году защитил дипломную работу и с отличием окончил университет.
- 1985—1989 — учился в аспирантуре механико-математического факультета МГУ на кафедре высшей геометрии и топологии.
- Кандидат физико-математических наук с 1989 года.
- Доктор физико-математических наук с 2001 года. (по специальности 01.01.04 — геометрия и топология).
- 1994—1996 — декан факультета естественных наук Арцахского государственного университета.
- 1996—2000 — ректор Арцахского государственного университета.
- 2000—2015 — профессор кафедры высшей математики Московского энергетического института (Технического университета).
- 2008—2016 — заведующий кафедрой высшей и прикладной математики Академии труда и социальных отношений.
- 2015—2016 — проректор Московского педагогического государственного университета (МПГУ).
- С 2015 — заведующий кафедрой математического анализа имени академика П.С. Новикова[1] Московского педагогического государственного университета.
- С 2016 — член Диссертационного совета МГУ.01.17 механико-математического факультета МГУ.
- Председатель государственной экзаменационной комиссии (ГЭК) на механико-математическом факультете МГУ по специальности «Фундаментальные математика и механика».
- Секретарь комиссии по Премиям Правительства Российской Федерации в области образования.
- Председатель отделения средней школы и педагогических вузов научно-методического совета по математике Министерства образования и науки РФ.

Женат. Имеет двоих детей.

## Основные темы научной работы
Непрерывные группы преобразований. Теория шейпов.

## Награды и Почетные звания
- Лауреат премии Правительства Российской Федерации в области образования (2014).
- Почётный работник высшего профессионального образования Российской Федерации (2012).
- Звание «Ветеран труда» (2023).
- Ведомственная награда нагрудный знак «За верность профессии» (2024).